# Рамос, Рикардо
Рикардо Рамос Варгас (исп. Ricardo Ramos Vargas; род. 5 декабря 1985, Тепехи-дель-Рио-де-Окампо, Идальго) — мексиканский легкоатлет, специалист по бегу на длинные дистанции и марафону. Выступал за сборную Мексики по лёгкой атлетике во второй половине 2010-х годов, победитель и призёр первенств национального значения, участник летних Олимпийских игр в Рио-де-Жанейро.

## Биография
Рикардо Рамос родился 5 декабря 1985 года городе Тепехи-дель-Рио-де-Окампо, штат Идальго.
Начал заниматься бегом на длинные дистанции в возрасте 19 лет — первое время бегал исключительно для здоровья, но через какое-то время стал показывать достаточно высокие результаты. Продолжал тренироваться и во время службы в Мексиканской армии.
Впервые заявил о себе как спортсмен в начале 2016 года, когда выиграл полумарафон в Кулиакане и забег на 10000 метров в Монтеррее. Попав в основной состав мексиканской национальной сборной, принял участие в чемпионате мира по полумарафону в Кардиффе, где с результатом 1:05:00 занял 40-е место. В апреле финишировал седьмым на Дюссельдорфском марафоне, показав результат 2:14:58 — тем самым выполнил квалификационный норматив для участия в летних Олимпийских играх в Рио-де-Жанейро. На Олимпиаде пробежал марафон за 2:30:20, расположившись в итоговом протоколе соревнований на 120-й строке.
После Олимпиады в Рио Рамос остался действующим спортсменом и продолжил принимать участие в различных легкоатлетических стартах. Так, в 2017 году помимо прочего он стал шестым на полумарафоне в Сан-Диего (1:05:04), занял 70-е место в марафоне на чемпионате мира в Лондоне (2:41:50), был седьмым на марафоне в Мехикали (2:20:12).
В 2018 году пробежал марафон в Мехико (2:32:19), тогда как в 2019 году принял участие в марафоне в Валенсии (2:15:21).